# Zjaqsy audany
Zjaqsy audany (kazakiska: Жақсы ауданы, även (ryska) Zjaqsy rajon: ryska: Жаксынский район: Zjaksynskij rajon) är ett distrikt i Kazakstan. Det ligger i oblystet Aqmola, i den centrala delen av landet, 280 km väster om huvudstaden Astana. Etablerat 1957 som Kijminskij rajon, namnbyte gjordes 1964, efter distriktshuvudorten Zjaqsy.